# Ángelo Araos
Ángelo Giovanni Araos Llanos (Antofagasta, 6 gennaio 1997) è un calciatore cileno, centrocampista dell'Atl. Goianiense.

## Palmarès

### Club

#### Competizioni statali
- Campionato paulista: 1

Corinthians: 2019
- Campionato Goiano: 2

Atl. Goianiense: 2023, 2024